# يو إف سي ليلة القتال: دوس سانتوس ضد إيفانوف
يو إف سي ليلة القتال: دوس سانتوس ضد إيفانوف (بالإنجليزية: UFC Fight Night: dos Santos vs. Ivanov)‏ هو حدث لفنون القتال المختلطة نظمته يو إف سي، أُقيم في 14 يوليو 2018، على سينشري لينك أرينا في بويسي، أيداهو، الولايات المتحدة.